# Gonçalo Esteves
Gonçalo do Lago Pontes Esteves (Arcos de Valdevez, 27 febbraio 2004) è un calciatore portoghese, difensore  dell'Alverca, in prestito dall'Udinese.
Nel 2021 è stato inserito dal quotidiano britannico The Guardian nella lista Next Generation dei migliori 60 calciatori nati nel 2004.

## Biografia
Anche suo fratello Tomás Esteves è un calciatore professionista, in forza al Pisa.

## Caratteristiche tecniche
Di ruolo terzino destro, può giocare anche da esterno di centrocampo. Dispone di ottima tecnica e velocità.

## Carriera

### Club
Cresciuto nelle giovanili del Porto, viene acquistato dallo Sporting Lisbona nel 2021. Dopo alcune buone prestazioni con la squadra B, tra cui quella condita dalla rete segnata al Cova da Piedade, viene aggregato in prima squadra. Esordisce in prima squadra il 15 ottobre giocando da titolare l'incontro di Taça de Portugal vinto per 4-0 sul campo del Belenenses.
Il 5 gennaio 2024 viene ceduto in prestito agli olandesi dell'AZ Alkmaar.
Il 2 agosto 2024 viene ceduto a titolo definitivo all'Udinese, in Serie A, con cui firma un contratto quadriennale fino al 30 giugno 2028. Il 29 agosto seguente viene ceduto in prestito all'Yverdon.

### Nazionale
Vanta 38 presenze totali e tre reti con le nazionali giovanili portoghesi. Al Campionato europeo di calcio Under-19 2023 contribuisce a raggiungere la finale, ove il Portogallo viene sconfitto per 1-0 dai pari età dell'Italia.

## Statistiche

### Presenze e reti nei club
Statistiche aggiornate al 2 agosto 2024.
| Stagione                  | Squadra                   | Campionato                | Campionato | Campionato | Coppe nazionali | Coppe nazionali | Coppe nazionali | Coppe continentali | Coppe continentali | Coppe continentali | Altre coppe | Altre coppe | Altre coppe | Totale | Totale |
| Stagione                  | Squadra                   | Comp                      | Pres       | Reti       | Comp            | Pres            | Reti            | Comp               | Pres               | Reti               | Comp        | Pres        | Reti        | Pres   | Reti   |
| ------------------------- | ------------------------- | ------------------------- | ---------- | ---------- | --------------- | --------------- | --------------- | ------------------ | ------------------ | ------------------ | ----------- | ----------- | ----------- | ------ | ------ |
| 2021-2022                 | Sporting Lisbona B        | L3                        | 9          | 1          |                 | -               | -               |                    | -                  | -                  |             | -           | -           | 9      | 1      |
| 2021-2022                 | Sporting Lisbona          | PL                        | 4          | 0          | TdP+TdL         | 3+2             | 0               | UCL                | 1                  | 0                  | ST          | 0           | 0           | 10     | 0      |
| lug.-dic. 2022            | Estoril Praia             | PL                        | 3          | 0          | TdP+TdL         | 1-0             | 0               |                    | -                  | -                  |             | -           | -           | 4      | 0      |
| gen.-giu. 2023            | Sporting Lisbona B        | L3                        | 10         | 0          |                 | -               | -               | UYL                | 8                  | 1                  |             | -           | -           | 18     | 1      |
| giu.-dic. 2023            | Sporting Lisbona B        | L3                        | 1          | 0          |                 | -               | -               |                    | -                  | -                  |             | -           | -           | 1      | 0      |
| Totale Sporting Lisbona B | Totale Sporting Lisbona B | Totale Sporting Lisbona B | 20         | 1          |                 | -               | -               |                    | 8                  | 1                  |             | -           | -           | 28     | 2      |
| gen.-giu. 2024            | AZ Alkmaar                | ED                        | 0          | 0          | CO              | 0               | 0               | ECL                | -                  | -                  |             | -           | -           | 0      | 0      |
| 2024-2025                 | Udinese                   | A                         | 0          | 0          | CI              | 0               | 0               | -                  | -                  | -                  | -           | -           | -           | 0      | 0      |
| Totale carriera           | Totale carriera           | Totale carriera           | 27         | 1          |                 | 6               | 0               |                    | 9                  | 1                  |             | 0           | 0           | 42     | 2      |

## Palmarès

### Club
- Supercoppa di Portogallo: 1

Sporting CP: 2021
- Coppa di Lega portoghese: 1

Sporting CP: 2021-2022

### Nazionale
- CONCACAF Boys' Under-15 Championship: 1

2019